# Andorinha
Andorinha is een gemeente in de Braziliaanse deelstaat Bahia. De gemeente telt 14.201 inwoners (schatting 2009).